# Золотое руно (художественная группа)
«Золотое руно» — одна из художественных группировок раннего этапа формирования русского авангарда, получившая своё наименование по серии выставок с названиями «Салон Золотого руна» и «Золотое руно», проведённых в Москве с участием работ французских живописцев в 1908—1910 годах на средства промышленника, мецената и художника-любителя Николая Рябушинского. Группа (представленная российскими экспонентами) не имела устойчивого состава и с каждой выставкой заметно левела: если первоначально она состояла в большинстве своём из части художников умеренно левого объединения «Голубая роза», оставшихся под покровительством Рябушинского после ухода от него ряда ведущих «голуборозовцев», и лишь двух примкнувших к ним более радикальных новаторов — Михаила Ларионова и Натальи Гончаровой, — то на последней выставке «Золотого руна» число авангардных художников заметно увеличилось, и их работы стали определять творческое лицо группировки.

## Первая выставка «Салон золотого руна» (весна 1908)
После успешно проведённой в 1907 году выставки «Голубая роза» Николай Рябушинский вместе с ранее привлечённым им к сотрудничеству в журнале «Золотое руно» секретарём парижского «Осеннего салона» поэтом и художественным критиком Александром Мерсеро организовали первую крупную совместную выставку современных французских и российских художников на территории России, в Москве, — «Салон Золотого руна» (4 апреля — 11 мая 1908 года, в доме Хлудовых, угол Рождественки и Театрального проезда).
На выставке доминировал иностранный раздел — из 250 экспонировавшихся произведений 197 было представлено французами: от импрессионистов и постимпрессионистов до художников группы «Наби», фовистов и других новейших живописцев; всего около 50 художников. Среди них: Э. Дега, К. Писсаро, О. Ренуар, А. Сислей, П. Сезанн, П. Гоген, В. Ван Гог, А. де Тулуз-Лотрек, О. Редон, П. Синьяк, М. Дени, Э. Вюйар, П. Боннар, Ф. Валлотон, П. Серюзье, Ж. Брак, А. Дерен, К. Ван Донген, А. Манген, А. Марке, А. Матисс, Ж. Метценже, А. Ле Фоконье, О. Фриез, скульпторы А. Бурдель, А. Майоль, О. Роден.
С российской стороны предполагалось участие групп «Мир искусства» и «Голубая роза». Однако «мирискусники» уклонились от невыгодного для себя соседства (показывающего их зависимость от влияний французской живописи), а основная часть «голуборозовцев» отказалась не только от участия в «Салоне», но и от дальнейшего сотрудничества в журнале «Золотое руно». В итоге российский раздел был представлен 15 экспонентами, которые и определили первый состав группы «Золотое руно»: Н. Гончарова и М. Ларионов, «голуборозовцы» И. Кнабе, П. Кузнецов, А. Матвеев, В. Милиоти, Н. Рябушинский, М. Сарьян, П. Уткин, А. Фонвизин, а также А. Карев, М. Кузнецов-Волжский (брат П. Кузнецова), Н. Ульянов, Н. Хрустачёв, М. Шитов.

## Вторая выставка «Золотое руно» (начало 1909)
На второй выставке Рябушинский и Мерсеро существенно сократили французский раздел, в результате чего экспозиция утратила статус Салона. Выставка под названием «Золотое руно» (11 января — 15 февраля 1909 года, дом Хлудова, угол Рождественки и Театрального проезда) представляла 10 французских мастеров, демонстрировавших 44 работы, и 16 российских художников, показавших 111 работ.
При этом и зарубежный, и отечественный разделы отличались большей радикальностью. Французы были представлены исключительно фовистами: Брак, Дерен, Ван Донген, Ле Фоконье, Манген, Марке, Матисс, Руо, Вламинк, Фриез. Позиции неопримитивизма Н. Гончаровой и М. Ларионова в группе «Золотое руно» были поддержаны работами умеренных примитивистов «мирискусснического» толка К. Петрова-Водкина и П. Наумова; продолжили своё участие в группе «голуборозовцы» И. Кнабе, П. Кузнецов, А. Матвеев, В. Милиоти, Н. Рябушинский, М. Сарьян, П. Уткин и А. Фонвизин, а также А. Карев, М. Кузнецов-Волжский, Н. Ульянов, И. Плеханов.
В предисловии к каталогу выставки декларировался разрыв с «эстетами-символистами» и в завуалированной форме объявлялось об отказе от общепринятых представлений о красоте: «Не ограничивая свободы творчества никакими готовыми формулами, группа „Золотого Руна“ верит, что ощущение красочной гармонии ещё не является последней задачей живописи». Критика, отмечая идейно-художественную неоднозначность русского отдела выставки, констатировала его усиление по сравнению с первым «Салоном». П. Эттингер писал: «Разница между иностранным и русским отделами теперь… гораздо меньше бросается в глаза, ибо во втором несомненно сказывается какое-то усиление колорита, и картины в общем здесь стали ярче да, пожалуй, и бодрее. Но по-прежнему у русских художников пока не может быть речи об определённой группе, стремящейся к одной общей цели, французы же выступают как своего рода школа с ясно очерченной программой». (Русские ведомости, 7 февраля 1909 г.) И. Грабарь признал работы М. Ларионова «лучшими вещами русского отдела»: «На стену Ларионова смотришь с удовольствием и радуешься, что этот „француз“ не хуже рядом висящих „матиссят“» («Весы», 1909, № 2. Февраль. С. 108.)

## Третья выставка «Золотое руно» (зима 1909/1910)
Последняя выставка, спонсируемая Рябушинским (27 декабря 1909 — 31 января 1910, ул. Рождественка, дом Хлудовых), прошла без участия иностранных художников и продемонстрировала очевидный сдвиг группы «Золотое руно» на позиции неопримитивизма — за счёт усиления её радикального крыла, которое составили Н. Гончарова, М. Ларионов и примкнувшие к ним И. Машков, П. Кончаловский, А. Куприн, Р. Фальк. Участвовало 22 художника, представивших ок. 160 работ. Из «голуборозовцев» остались И. Кнабе, П. Кузнецов, Н. Рябушинский, М. Сарьян и П. Уткин, кроме них экспонировались З. Байкова, М. Деркач, А. Карев, Ф. Константинов, П. Наумов, В. Половинкин, Н. Тархов, Н. Ульянов, С. Чехонин, А. Чорчоп, М. Шитов.

 «Здесь всё так ярко, что невольно хочется немного потушить эти кричащие краски. В отличие от прошлых лет „Золотое Руно“ теперь — сплошь русское, без всякой примеси иностранцев, но дух новой французской школы царствует во всех залах: отражением её основателей и продолжателей полны картины Гончаровой, Кончаловского, Ларионова, Машкова и др. Лишь Павел Кузнецов, Сарьян и Уткин сохранили свою прежнюю физиономию».— (П. Эттингер «Русские ведомости», 30 декабря 1909 г.).
Негативно оценивая сдвиг «Золотого руна» влево и жалея о прежних работах его постоянных участников, П. Муратов иронически воздал должное организатору и всегдашнему экспоненту своих выставок:

 «Неизменным остаётся только г. Рябушинский. Он рисует свои картины с обычной для него искренностью и с обычным полным неумением. Он не преследует никаких живописных задач и не увлекается никакой техникой. Он рисует свои картины „как придётся“; выходят вещицы, в которых нет ни капли искусства, но, пожалуй, есть любовь к искусству».— («Утро России», 31 декабря 1909 г.).
После весьма убыточного третьего «Золотого руна» Рябушинский прекратил как устройство выставок, так и выпуск одноимённого журнала. «Возможно, свою роль сыграло и его идейно-художественное расхождение с деятелями авангардистского движения».

## Распад группы
После прекращения спонсорской поддержки Рябушинского в группе «Золотое руно» произошло размежевание: «более разумные элементы „златорунной“ молодёжи» (М. Сарьян, П. Уткин и другие) примкнули к «Союзу русских художников» и «Миру искусства»; радикальная же её часть (М. Ларионов, Н. Гончарова, П. Кончаловский, А. Куприн, И. Машков, Р. Фальк) стала искать пути к формированию нового выставочного объединения в консолидации со столь же радикальными группами новаторов — «Венок—Стефанос» (В. Бурлюк, Д. Бурлюк, А. Лентулов, А. Экстер) и «Новое Мюнхенское художественное объединение» (В. Кандинский, А. Явленский, В. Бехтеев, М. Верёвкина). Это привело в конце 1910 года к организации масштабной совместной выставки «Бубновый валет» — одному из ключевых событий в становлении русского авангарда.

## Комментарии
1. ↑  В начале 1908 года от участия в выставках Рябушинского и сотрудничества в его журнале «Золотое руно» отказались «голуборозовцы» Анатолий Арапов, Пётр Бромирский, Владимир Дриттенпрейс, Николай Крымов, Николай Сапунов, Сергей Судейкин, Николай Феофилактов [2].
2. ↑   «Матиссятами» И. Грабарь называл французских художников, представленных на выставке «Золотого руна», находившихся под влиянием А. Матисса[10].
3. ↑  Характеристика, данная умеренной части «Золотого руна» критиком С. Мамонтовым («Русское слово» 28 декабря 1910 г.)[17].